# Episodi di Made in Italy
La prima stagione della serie televisiva Made in Italy, composta da 8 episodi, è stata pubblicata in prima visione in streaming sulla piattaforma Prime Video il 23 settembre 2019 e trasmessa in chiaro su Canale 5 ogni mercoledì dal 13 gennaio al 3 febbraio 2021 in quattro prime serate.
| nº | Titolo in streaming | Pubblicazione     | nº | Titolo in chiaro | Prima visione   |
| -- | ------------------- | ----------------- | -- | ---------------- | --------------- |
| 1  | Episodio 1          | 23 settembre 2019 | 1  | Prima puntata    | 13 gennaio 2021 |
| 2  | Episodio 2          | 23 settembre 2019 | 1  | Prima puntata    | 13 gennaio 2021 |
| 3  | Episodio 3          | 23 settembre 2019 | 2  | Seconda puntata  | 20 gennaio 2021 |
| 4  | Episodio 4          | 23 settembre 2019 | 2  | Seconda puntata  | 20 gennaio 2021 |
| 5  | Episodio 5          | 23 settembre 2019 | 3  | Terza puntata    | 27 gennaio 2021 |
| 6  | Episodio 6          | 23 settembre 2019 | 3  | Terza puntata    | 27 gennaio 2021 |
| 7  | Episodio 7          | 23 settembre 2019 | 4  | Quarta puntata   | 3 febbraio 2021 |
| 8  | Episodio 8          | 23 settembre 2019 | 4  | Quarta puntata   | 3 febbraio 2021 |

## Prima puntata
Milano, 1974. Irene Mastrangelo è una ragazza di 23 anni, fidanzata da anni con Luigi, che grazie ai sacrifici dei genitori, immigrati dal Sud, ha potuto frequentare la facoltà di Storia dell'arte all'Università. Arrivata ormai all'ultimo esame, dopo una discussione con il professore rifiuta il voto che le avrebbe permesso di laurearsi e per non gravare più sulla famiglia decide di mantenersi trovando un lavoro. Riesce quindi a ottenere un posto di assistente redattrice nella prestigiosa rivista di moda Appeal, ma così facendo si scontra con il padre, che avrebbe preferito che lei si concentrasse sugli studi.
Il mondo della moda, stravagante e ricco di stimoli, affascina da subito Irene, che stringe amicizia con l’altra giovane assistente, la disinibita Monica, e viene "adottata" dalla pur severa Rita, la redattrice senior, anticonformista e sempre in polemica con Nava, il vicedirettore, attento solo all’aspetto economico. Quello che Rita vorrebbe portare dentro Appeal è uno sguardo nuovo, attento a quello che sta accadendo alla moda milanese di quegli anni: siamo infatti nel pieno di una vera e propria rivoluzione che, grazie al talento e alla visione imprenditoriale di un gruppo di straordinari stilisti, sta portando la moda italiana a competere con quella francese.
- Ascolti Italia: telespettatori 3 249 000 – share 13,7%[3].

## Seconda puntata
Irene incontra i coniugi Missoni nel loro quartier generale a Sumirago (Varese), dove sono state realizzate le riprese, e a un servizio fotografico nel deserto del Marocco dedicato alle creazioni di Raffaella Curiel.
Mentre Monica riesce con un'idea creativa a realizzare un servizio di moda bambini, Irene deve andare dai Missoni a Sumirago per prendere dei vestiti per un servizio. Ma una volta arrivata Irene capisce che può ottenere un'intervista esclusiva, iniziativa per nulla apprezzata dal vicedirettore Nava.
Ma la giornata non è finita: la cena con i genitori di Luigi finisce in un modo inaspettato. Ad Irene, che è tornata single, viene affidato un servizio fotografico per Lella Curiel da realizzare in Marocco. La modella è Helena, che una volta arrivati in Marocco esagera con l'alcol e non può posare. Irene per non rinunciare al servizio convince il fotografo John Sassi, con il quale finisce a letto, a sostituire Helena con una cameriera di colore. Ma l'idea di Irene non avrà il successo sperato ad Appeal.
- Ascolti Italia: telespettatori 2 525 000 – share 10,9%[4].

## Terza puntata
Appena conseguito il tesserino da giornalista, Irene viene subito chiamata da Rita per accompagnarla da Giorgio Armani, impegnato nella preparazione della sua prima collezione con il suo nome. Sebbene concentrato, lo stilista si concede ad una breve chiacchierata con Irene, che ne conquista la fiducia fino a farsi consegnare alcuni bozzetti dei suoi lavori.
La sera stessa, durante un'uscita con Monica e Filippo, però, Irene perde i bozzetti: sarà il giovane Davide Frangi, appena incontrato, ad aiutarla a recuperarli. Tra i due l'alchimia è notevole, ma Irene sembra volerci andare piano.
Sul lavoro, invece, la giovane è un treno senza sosta: il suo nuovo incarico è andare con Rita e Monica a Roma per incontrare nientemeno che Valentino. Ma Rita deve restare a Milano per rispondere ad una telefonata del figlio Simone, sempre più nei guai con la legge.
Irene e Monica, quindi, all'insaputa del resto della redazione di Appeal, organizzano da sole il viaggio a Roma. Tra qualche inconveniente ed un po' di corse, riescono ad arrivare nella Capitale, dove però viene negato loro l'incontro con lo stilista. Ancora una volta, è Irene a salvare la giornata, con una delle sue idee. Le due tornano così a Milano, dove però le attende un’amara sorpresa.
- Ascolti Italia: telespettatori 2 685 000 – share 11,2%[5].

## Quarta puntata
Irene interagisce con l'imprenditore Beppe Modenese, che diversamente da molti colleghi aspira a un settore in cui non ci si faccia la guerra. Solo così l'Italia potrà superare la concorrenza francese e guardare a un futuro più felicemente competitivo.
Il manager istituisce Idea Como, che diventerà crocevia di stilisti e tessutai, e Irene è tra gli invitati insieme alla sua severa caporedattrice. Durante l'evento Irene s'imbatte nuovamente in Davide Frangi, e questa volta la loro serata si conclude nella stanza di un albergo a Bellagio.
Intanto Monica ha finalmente messo le mani su un nuovo appartamento, ma subito si mette nei pasticci cominciando a frequentare Diego, figlio della sua padrona di casa.
Irene rassicura tutti i suoi amici e colleghi al sopraggiungere della notizia riferita da Rita, secondo cui il proprietario di Appeal sarebbe malato. Nello stesso periodo, due delle giornaliste più brave della redazione si scollano dal giornale per fondare Fascino, una rivista concorrente.
Il nuovo giornale di Nava e Ludovica procede spedito, e si accaparra anzi i migliori fotografi in circolazione. Rita dovrà porvi rimedio, contando come di consueto sull'aiuto di Irene. Ma la giovane reporter ha anche altri piani in mente: vuole partire per New York per reclutare nuovi artisti e prendere parte all'inaugurazione del nuovo negozio di Fiorucci.
- Ascolti Italia: telespettatori 2 455 000 – share 11,2%[6].